# 劉新祿
劉新祿（1906年—1984年），臺灣嘉義人，1929年赴上海藝術專科學校學習，是日治時期臺灣少數赴上海的美術學校留學者之一。

## 生平

### 早期經歷
1906年4月2日生於嘉義廳打貓庄（今嘉義縣民雄鄉），父親劉庭輝乃當地士紳，曾任民雄區區長。1926年臺南師範畢業後任教於打貓公學校（今民雄國小）擔任訓導期間認識陳澄波。1929入上海藝術專科學校學習，受林風眠、方幹民、劉海粟等留歐畫家影響，畢業後繼續研讀研究所。 1932年擔任上海藝專助教。期間常與陳澄波相約至蘇、杭等地寫生，留下許多構圖近似的作品。1934年遊歷日本與日本畫家高橋生三郎、上野山清貢、齊騰龍將切磋畫藝，1935年以〈錢塘江潮音〉一作參加第1回臺陽美展獲優選，並連續參展至第4屆，皆有良好的成績。
1940年返臺與翁崑德、翁焜輝、張義雄、林榮杰、安西勘市等創辦「青辰美術協會」，其美術活動範圍橫跨中國、日本、臺灣之間。1946年從返臺。

### 二二八事件及之後
1947年劉新祿因目睹好友陳澄波於228事件中被槍決，身心靈極度受創一度停止創作。後劉新祿任職台南縣政府嘉義區署民政科長、嘉義縣教育科國民教育股長等職，並曾兼任嘉義師專美術教師、擔任嘉義縣立新港中學代理校長等，推動美術教育。
1966年，劉新祿因眼疾因素退休，退休後在民雄高中任客座美術教師，並開設「綠蔭畫室」、「民新書局」，同時培育蘭花，參加嘉義蘭展。1972年起多次旅居美國，1979年因眼疾復發返臺就醫，於1984年去世。

## 風格
劉新祿的作品以風景寫生及家人肖像的題材為多,王金丁認為劉新祿的作品筆觸穩斂沉著，畫面透露溫厚情感，捕捉了早期庶民的生活，形趣自然有神。